# 三年治理整顿
治理整顿是中国1988年开始实行的一系列改革调整措施的总称。这一段调整共持续三年，故称为三年治理整顿。在这一段时间里，中国在党中央的指导下，针对1984年第四季度起出现的经济过热现象进行了一定的经济上的干预。为后来进一步的改革奠定了道路。

## 基本内容
1988年中共中央政治局召开的两次会议和中共十三届三中全会，作出了治理经济环境、整顿经济秩序、全面深化改革的决定，并提出了相关的政策、措施和指导方针。这三项方针也就成为治理整顿时期的主要政治纲领。

### 治理经济环境
治理经济环境主要是压缩社会总需求，抑制通货膨胀。即做到控制投资规模和社会集团购买力，严格控制货币发行，克服经济过热现象。
治理经济环境一词最早出现于1985年6月。由国家体制改革委员会的一个经济改革总体规划研究小组提出的一份总报告中，指出：鉴于目前形势, 为使全面改革顺利实施, 有必要先花一两年时间, 将经济工作的重点放在“治理经济环境”上来。

### 整顿经济秩序
整顿经济秩序，就是要整顿当时经济生活中特别是流通领域中出现的各种混乱现象，做好刹住乱涨价风、整顿公司、确立重要产品的流通秩序、加强宏观监督体系四个方面的工作。
1985年起，由于价格双轨制的存在、中央政府大量的货币超发，以及相关部门监管力度的不足，导致倒买倒卖、贪污受贿、制假售价等现象大量出现，物价上涨幅度巨大，不规范交易大量出现。整顿经济秩序成为必然。

### 全面深化改革
从理顺价格着手，特别注重深化大中型国有企业的改革，企业改革从推动政企分开、完善承包制、建立在国家宏观控制下的企业自主经营、自负盈亏、自我约束的机制三个方面进行。同时，抓紧推进那些对治理通货膨胀有重大作用的改革。
1988年十三届三中全会时，确定的深化改革的目标是，进一步深化和完善各项改革措施, 逐步建立符合计划经济与市场调节相结合原则的, 经济、行政、法律手段综合运用的宏观调控体系。

## 治理整顿的背景
1984年底开始，中国出现了经济过热的状况。由于在1982-1983年国内超发大量货币，并且国家对国有企业预算的软约束的存在使得国内总需求严重过剩。同时，1983年和1984年两次税制改革实际上让一部分企业的利润增加，进一步加大了总需求过大的程度。1985年试图推行第一步“软着陆”政策，结果却使得通货膨胀愈演愈烈，物价水平持续上升。
具体的表现为“四过一乱”：
- 过旺的社会需求。
- 过快的工业增长速度
- 过多的信贷和货币投放
- 过高的物价涨幅
- 经济秩序特别是流通秩序混乱

## 治理整顿的三个阶段
1988年第四季度开始的治理整顿可以大致分为三个阶段, 每一个阶段的政策侧重点和经济形势的变化各有特点。
- 第一阶段，从1988年9月至1989年8月，政策的侧重点主要在于多管齐下压需求、整秩序，使经济降温，遏制通货膨胀，稳定经济形势。

在这一段时期，中央的主要政策为，利率大幅上升，压缩信贷规模，清理固定资产投资，严格限制总供给的增加，限制物价水平。但同时又明确规定不放弃双轨制这一段时期的改革措施并没有出现。
这种大幅度的减少总需求的措施，加上学术界对治理整顿政策效果的保守估计，导致在1990年出现了较为严重的经济疲软，物价水平出现一定程度下跌，但是企业产出受到的影响更为明显。一些国有企业由于市场中需求的不足发展陷入困境。同时，由于政策的不断变化，很多国有企业在政策转换间疲于奔命，最终导致经济利益大幅受损。
- 第二阶段，从1989年9月至1990年8月，政策的侧重点在于坚持总量控制，适当调整紧缩力度，解决市场疲软、工业速度下滑过猛问题，在稳定中求经济适度发展。

这一段时间，针对上一个阶段过于激进的治理整顿措施所造成的后果进行调整。主要措施在于对铁路、水路、民航等交通运输业价格的控制和价格、汇率、利率调整为主的改革。这一阶段之后，中国市场中的价格结构得以改善，利率的调控作用逐渐增强。
- 第三阶段，从1990年9月以来，政策的侧重点在于保持经济的正常增长，提高经济效益，促进经济结构优化。

这一段时间，在坚持上述利率改革以及价格改革的基础之上，中央进一步实行了外贸体制改革，金融改革试验也取得了较显著的成果。

## 治理整顿的结果与影响

### 治理整顿的成果
- 过热的经济明显降温，经济基本恢复正常增长

在治理整顿之后，中国的GDP增速由1985-1988年的10.7%降至1989年的4%，1990年的5.3%。经济增速回到与当时经济发展条件相适应的水平。
- 供求失衡矛盾明显缓解，通货膨胀得到控制

在治理整顿之后，中国市场中总需求与总供给的差值由1985-1988年的平均11.8%，降至1989年的8.7%，1990年和1991年的7.6%。物价水平也出现连年的回落。1991年上半年环比涨幅只有2.1%，1989年的环比涨幅约为18%。
- 市场供应充足，秩序明显好转，居民消费心态趋向正常
- 基础产业得到加强，产业结构“ 瓶颈”矛盾有所缓解

在这一段时期，中国的农业获得一定程度的发展，原本重视重工业发展导致的畸形产业结构得到调整，基础设施投资增加。
- 进出口贸易由逆差转为顺差，国家外汇储备大量增加，对外开放取得新进展。

人民继续得到实惠
虽然有些政策措施限制了总需求，但是人民生活仍得到改善。1990年城镇居民实际人均生活费收入比1988年增长5.2%，(1991年1~9月比上年同期增长8%)；农村居民实际人均
纯收入增长0.2 %(1991年l一9月农村居民人均现金收入比上年同期增长8.6%).
- 宏观调控手段趋向多元化，积累了宝贵的经验
- 改革取得了新进展，对经济工作的转轨有积极意义[1]

### 仍然存在的问题
- 经济效益不高

在这一段时间内，虽然经由一系列的改革措施，国民经济的发展居于正常，但是1990年前后过度紧缩的政策使得不少企业发展受到冲击，集中表现在生产流通领域的盈利水平大幅度下降，成本超支，费用增加，亏损上升。
- 财政依然困难

在1988年十三届三中全会上，党中央提出的一个目标是，消除财政赤字。但这个目标忽视了财政政策对于经济发展的作用。
与此同时，由于国企国营的性质并没有完全改变，针对经营不善的企业的补贴成为财政支出的一个重要组成部分。这又导致财政赤字进一步增大。
分配制度没有发生变化也使得税收额度没有出现明显增加。
- 存量结构不合理

轻工业部门企业由于经济体制问题，资源配置效率低下，导致很多生产资源被迫闲置。企业由于路径依赖效应的存在，难以立即适应市场竞争，故存在着大量不合理的资源配置现象。

## 参阅
1. 禚晨.《对三年治理整顿的回顾》.《经济研究参考》.1992.